# Méntelek megállóhely
Méntelek megállóhely egy Bács-Kiskun vármegyei vasúti megállóhely Kecskemét Méntelek nevű városrészében, a MÁV üzemeltetésében. A városrész nyugati szélén helyezkedik el, az 5202-es út közelében, amelyről egy rövid murvázott útszakaszra letérve érhető el.

## Története
Kecskemét város északkeleti külterületén, a Ladánybenétől a város központja felé vezető 5202-es út közelében épült. Létesítésekor a környéken még csak tanyák voltak, Méntelek belterülete csak később, az 1960-as évek elején kezdett kialakulni.
Eredeti formájában megálló- és rakodóhelyként létesült. Két vágánya volt, melyek közül a második volt az átmenő fővágány, a személyszállító vonatok ezt használták. Az első vágány rakodóvágányként szolgált, mellette kiépített rakodóhely és áruraktár helyezkedett el. Az első vágányt két vágányzáró sorompó zárta le. Az állomásépület egy IV. osztályú HÉV épület volt. A kecskeméti oldalon lévő útátjárónál egy kis őrház helyezkedett el.
Az 1970-es években a rakodóvágányt megszüntették, a teherforgalmi létesítményeket lebontották. Az állomásépületet modern formában építették át, eredeti jellege ma már jóformán felismerhetetlen.

## Vasútvonalak
A megállóhelyet az alábbi vasútvonalak érintik:
- Budapest–Kecskemét-vasútvonal

## Kapcsolódó állomások
A megállóhelyhez az alábbi állomások vannak a legközelebb:
- Felsőméntelek megállóhely (Budapest–Kecskemét-vasútvonal)
- Alsóméntelek megállóhely (Budapest–Kecskemét-vasútvonal)

## Forgalom
| Járat | Útvonal | Gyakoriság                                   |
| ----- | --- | -------------------------------------------- |
| S21   | Budapest-Nyugati – Zugló – Kőbánya alsó – Kőbánya-Kispest – Kispest – Pestszentimre felső – Pestszentimre – Gyál felső – Gyál – Felsőpakony – Ócsa – Inárcs-Kakucs – Dabas – Gyón – Hernád – Örkény – Táborfalva – Felsőlajos – Lajosmizse – Lajosmizse alsó – Klábertelep – Felsőméntelek – Méntelek – Alsóméntelek – Nagynyír – Hetényegyháza – Úrihegy – Miklóstelep – Kecskemét-Máriaváros – Kecskemét alsó – Kecskemét | Hétvégén 3 Budapest felé és 4 Kecskemét felé |
| S210  | (Táborfalva → Felsőlajos →) Lajosmizse – Lajosmizse alsó – Klábertelep – Felsőméntelek – Méntelek – Alsóméntelek – Nagynyír – Hetényegyháza – Úrihegy – Miklóstelep – Kecskemét-Máriaváros – Kecskemét alsó – Kecskemét | Munkanapokon napi 2 pár                      |